# Helina transvaalensis
Helina transvaalensis este o specie de muște din genul Helina, familia Muscidae, descrisă de Zielke în anul 1970. Conform Catalogue of Life specia Helina transvaalensis nu are subspecii cunoscute.